# ایستگاه اوگوایسودانی
ایستگاه اوگوایسودانی (انگلیسی: Uguisudani Station) یک ایستگاه قطار است که در تایتو-کو، توکیو در ژاپن واقع شده‌است.